# Alfredo Dugés
Alfredo (Alfred Auguste Delsescautz) Dugès (Montpellier; 16 de abril de 1826 -
Guanajuato, México; 7 de janeiro de 1910 (83 anos)) foi um zoólogo mexicano de origem francesa.